# Ectobius rammei
Ectobius rammei är en kackerlacksart som beskrevs av Rehn, J. A. G. 1926. Ectobius rammei ingår i släktet Ectobius och familjen småkackerlackor. Inga underarter finns listade i Catalogue of Life.